# Flèche wallonne 1937
La 2e édition de la Flèche wallonne a lieu le 2 mai 1937, sur une distance de 280 kilomètres.
La victoire revient au Belge Adolf Braeckeveldt, précédant ses compatriotes Marcel Kint et Albert Perikel.

## Classement final
| #  | Coureur             | Équipe             |    | Temps           |
| -- | ------------------- | ------------------ | -- | --------------- |
| 1  | Adolf Braeckeveldt  | Helyett-Hutchinson | en | 9 h 18 min 06 s |
| 2  | Marcel Kint         | Mercier-Hutchinson | +  | 6 s             |
| 3  | Albert Perikel      | De Dion-Bouton     |    | 7 min 02 s      |
| 4  | René Walschot       | J.B.Louvet-Wolber  |    | 7 min 26 s      |
| 5  | Marcel Van Houtte   | Alcyon-Dunlop      |    | 7 min 44 s      |
| 6  | Frans Bonduel       | Dilecta-Wolber     |    | 7 min 44 s      |
| 7  | Camiel Michielsens  | Colin-Wolber       |    | 7 min 44 s      |
| 8  | Henri Garnier       | France-Sport       |    | 7 min 44 s      |
| 9  | Georges Christiaens | Ch. Pélissier      |    | 7 min 44 s      |
| 10 | Jef Moerenhout      | Dilecta-Wolber     |    | 15 min 34 s     |